# Romet Pony

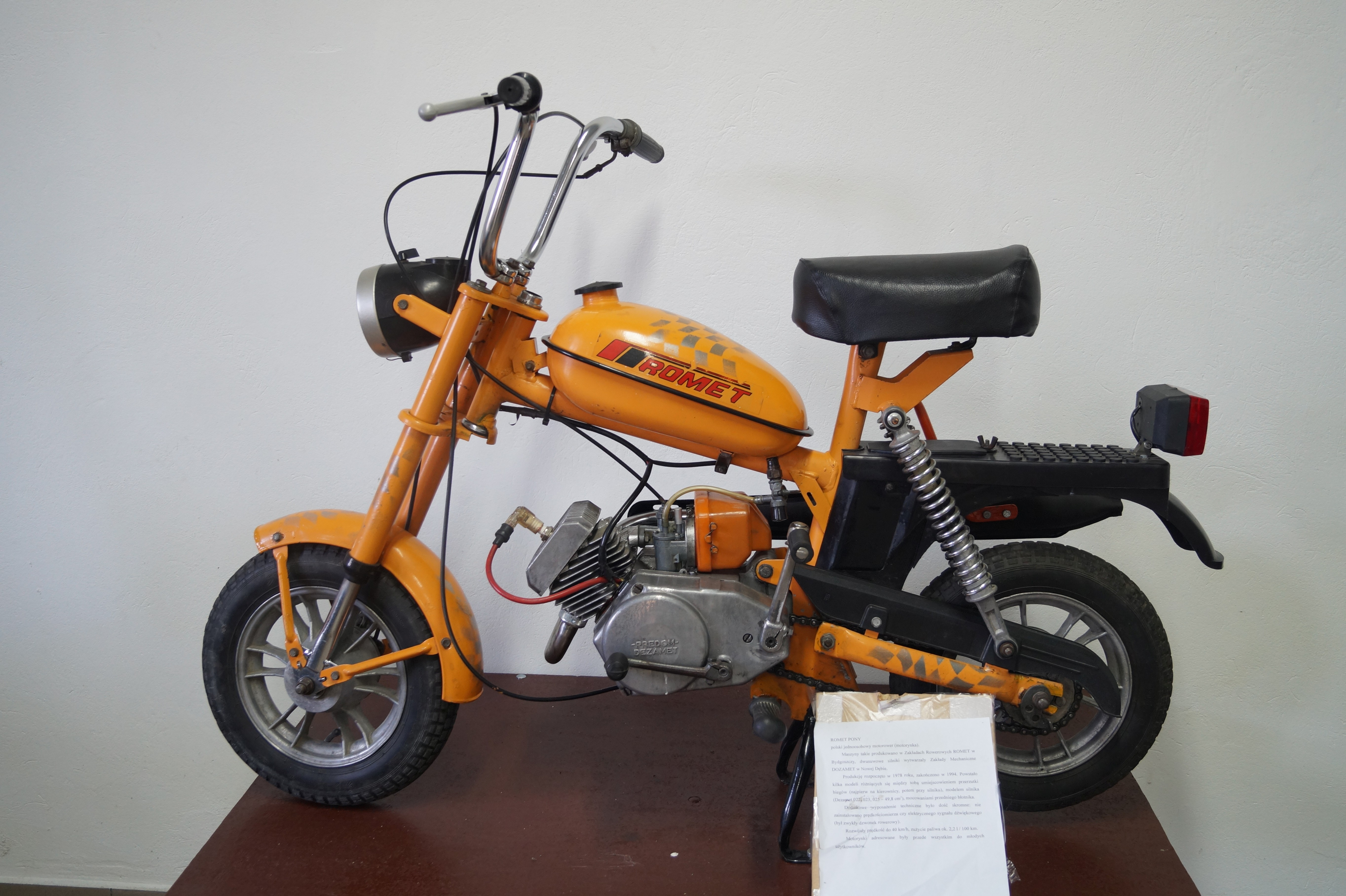
Romet Pony

Pony – polski jednoosobowy motorower (motorynka), produkowany przez Zakłady Rowerowe Romet w Bydgoszczy, w latach 1978–1994.
Skierowany głównie do młodzieży. Wyposażony w dwusuwowy silnik, produkowany przez Zakłady Metalowe Dezamet w Nowej Dębie. Pojazd rozwijał prędkość 40 km/h i spalał 2,2 l mieszanki (benzyna + olej) na 100 km. Cechowała go prostota budowy i obsługi. Na wyposażeniu motorynek nie znalazł się prędkościomierz, ani elektryczny sygnał dźwiękowy, był za to dzwonek rowerowy. Produkcję zakończono w 1994 roku. Dwie pierwsze cyfry w numerze ramy oznaczają rok, w którym motorower został wyprodukowany.

## Pony 50-M-1
Pony 50-M-1 to pierwsza wersja tego pojazdu, produkowanego przez ówczesne Zjednoczone Zakłady Rowerowe Romet. Motorynka była wyposażona w silnik Dezamet 022 (o pojemności 49,8 cm³), produkowany w Zakładach Metalowych Dezamet. Silnik współpracował z dwubiegową, manualną skrzynią biegów. Zmiana biegów dokonywana była za pomocą manetki (współpracującej ze sprzęgłem) umiejscowionej na kierownicy. Prędkość maksymalna wynosiła 40 km/h, a zużycie paliwa ok. 2 l/100km.

## Pony 50-M-2
Kolejna wersja motoroweru Pony została wyposażona w nowy silnik – Dezamet 023, zmieniono też: tylną lampę z mocowaniem, usunięto dwa skórzane schowki oraz metalowy tył wraz z błotnikiem zastępując go plastikiem w którym znajdował się schowek, zmieniono amortyzatory tylne, zastosowano mniejszą kierownicę, oraz zmieniono siedzisko. W odróżnieniu od poprzedniego modelu M1 zmiana biegów odbywała się za pomocą dźwigni umieszczonej bezpośrednio przy silniku, a nie na kierownicy. Początkowo mocowania błotników przednich były takie jak w M1. Amortyzatory tylne i kierownica na podwyższonym mostku, również jak te w modelu M1, detale te w 1981 roku zmieniono na powszechnie znane. Od 1984 roku z małymi zmianami była produkowana równolegle z M-3.

## Pony 50-M-3
Główną różnicą między wersjami 50-M-2 a 50-M-3 jest silnik, rama (dospawanym rurka do gumy gaźnika, pod siedzeniem) i kolanko wydechowe. W Pony 50-M-3 zastosowano silnik Dezamet 025. Początkowo w Rometach Pony M-3 był taki sam uchwyt kierownicy jak w M-2, później w obu modelach zmieniono na inne mocowanie etc.

## Pony 301
Motorynka Pony 301 to powrót do silnika Dezamet 023. Rama pojazdu została wydłużona, zmieniono kształt zbiornika paliwa, oraz zastosowano inną tylną lampę wraz z mocowaniem.